# Énolase 2
L'énolase 2, ou énolase neurospécifique (NSE, pour neuron specific enolase), est l'une des trois isoformes de l'énolase, utilisée comme marqueur des destructions neuronales. Chez l'homme, elle est codée par le gène ENO2, situé sur le chromosome 12.

## Utilisation en tant que marqueur
L'élévation du taux d'énolase 2 dans le sang serait un signe de mauvais pronostic lors d'un arrêt cardio-circulatoire réanimé en hypothermie thérapeutique, ou non en particulier lorsqu'il dépasse 33 μg/l.